# Wahlkreis Rom – Municipio V (Camera dei deputati)
Der Wahlkreis Rom – Municipio V ist seit 2020 ein Wahlkreis (italienisch collegio elettorale) für die Wahl der Abgeordnetenkammer.

## Wahlkreisgebiet
| Wahlkreise – Camera dei deputati – Latium | Wahlkreise – Camera dei deputati – Latium | Wahlkreise – Camera dei deputati – Latium |
| Provinz                                   | Provinz                                   | Gemeinden nach Provinzen ⮞ Wahlkreis |
| ----------------------------------------- | ----------------------------------------- | --- |
|                                           | Metropolitanstadt Rom (121 Gemeinden)     | ↳ Latium 1: Teil Roms ⮞ Wahlkreis Rom – Municipio I Teil Roms ⮞ Wahlkreis Rom – Municipio III Teil Roms ⮞ Wahlkreis Rom – Municipio V 1 + Teil Roms ⮞ Wahlkreis Rom – Municipio VII 1 + Teil Roms ⮞ Wahlkreis Rom – Municipio X 1 + Teil Roms ⮞ Wahlkreis Rom – Municipio XI Teil Roms ⮞ Wahlkreis Rom – Municipio XIV 63 ⮞ Wahlkreis Guidonia Montecelio 18 ⮞ Wahlkreis Velletri ↳ Latium 2: 30 ⮞ Wahlkreis Rieti 6 ⮞ Wahlkreis Viterbo |
|                                           | Provinz Frosinone (91 Gemeinden)          | 60 ⮞ Wahlkreis Frosinone 31 ⮞ Wahlkreis Terracina |
|                                           | Provinz Latina (33 Gemeinden)             | 17 ⮞ Wahlkreis Latina 16 ⮞ Wahlkreis Terracina |
|                                           | Provinz Rieti (73 Gemeinden)              | alle ⮞ Wahlkreis Rieti |
|                                           | Provinz Viterbo (60 Gemeinden)            | 48 ⮞ Wahlkreis Viterbo 12 ⮞ Wahlkreis Rieti |

Der Wahlkreis umfasst einen Teil der Gemeinde Rom, genauer gesagt 2 Stadtbezirken (municipi), d. h. das Municipio V und das Municipio VI.

## Wahlergebnisse

### Parlamentswahl 2022
| Kandidaten                          | Kandidaten            | Stimmen | %    | Listen                                                  | Stimmen | %    |
| ----------------------------------- | --------------------- | ------- | ---- | ------------------------------------------------------- | ------- | ---- |
|                                     | Fabio Rampelligewählt | 81.347  | 43,2 | Fratelli d’Italia                                       | 60.631  | 32,2 |
| Lega per Salvini Premier            | Fabio Rampelligewählt | 81.347  | 43,2 | 11.055                                                  | 5,9     |      |
| Forza Italia                        | Fabio Rampelligewählt | 81.347  | 43,2 | 9.090                                                   | 4,8     |      |
| Noi Moderati                        | Fabio Rampelligewählt | 81.347  | 43,2 | 571                                                     | 0,3     |      |
|                                     | Rossella Muroni       | 50.737  | 26,9 | Partito Democratico – Italia Democratica e Progressista | 35.996  | 19,1 |
| Alleanza Verdi e Sinistra           | Rossella Muroni       | 50.737  | 26,9 | 8.514                                                   | 4,5     |      |
| +Europa                             | Rossella Muroni       | 50.737  | 26,9 | 5.194                                                   | 2,8     |      |
| Impegno Civico – Centro Democratico | Rossella Muroni       | 50.737  | 26,9 | 1.033                                                   | 0,5     |      |
|                                     | Angela Salafia        | 33.866  | 18,0 | Movimento 5 Stelle                                      | 33.866  | 18,0 |
|                                     | Marta Marziali        | 11.230  | 6,0  | Azione – Italia Viva                                    | 11.230  | 6,0  |
|                                     | Eleonora Forenza      | 4.506   | 2,4  | Unione Popolare                                         | 4.506   | 2,4  |
|                                     | Luca Raimondi         | 2.925   | 1,6  | Italexit per l’Italia                                   | 2.925   | 1,6  |
|                                     | Arnaldo Vitangeli     | 2.340   | 1,2  | Italia Sovrana e Popolare                               | 2.340   | 1,2  |
|                                     | Massimo Fioranelli    | 792     | 0,4  | Vita                                                    | 792     | 0,4  |
|                                     | Antonio Casini        | 444     | 0,2  | Alternativa per l’Italia (PdF – Exit)                   | 444     | 0,2  |
|                                     | Alberto Pellegrino    | 296     | 0,2  | Partito della Follia Creativa                           | 296     | 0,2  |
| Gesamt                              | Gesamt                | 188.483 | 100  |                                                         | 188.483 | 100  |
|                                     |                       |         |      |                                                         |         |      |
| Ungültige Stimmen                   | Ungültige Stimmen     | 6.599   | 3,4  |                                                         |         |      |
| Wähler                              | Wähler                | 195.082 | 59,2 |                                                         |         |      |
| Wahlberechtigte                     | Wahlberechtigte       | 329.602 |      |                                                         |         |      |
|                                     |                       |         |      |                                                         |         |      |
| Quelle: Innenministerium            |                       |         |      |                                                         |         |      |